# Walk Away (singel Kelly Clarkson)
Walk Away – piąty i ostatni oficjalny singel amerykańskiej piosenkarki pop i rock Kelly Clarkson z jej drugiego studyjnego albumu Breakaway (2004).

## Informacje o singlu
Po wcześniejszych miłośnie dołujących singlach „Since U Been Gone” i „Behind These Hazel Eyes” nadszedł kawałek „Walk Away”. Kelly uznała, że w piosence udzieli nagany swojemu chłopakowi, że nie oddawał się ich związku. Clarkson żąda, aby dał jej to czego ona potrzebuje, jeśli nie – może po prostu odejść.
Początkowo „Addicted” był planowany jako piąty singel, ale zrezygnowano z pomysłu, kiedy RCA uznał, że ton piosenki jest mroczny, a przekaz krótki i bezsensowny w porównaniu z dwoma poprzednimi singlami Kelly Clarkson: „Behind These Hazel Eyes” i „Because of You”.
Piosenka „Walk Away” w Stanach Zjednoczonych ukazała się 17 stycznia 2006, jednak na listach przebojów pojawił się dopiero trzy miesiące później (kwiecień). Podczas gdy „Walk Away” był w obiegu, w stacjach radiowych, inna piosenka Kelly – „Gone” – biła szczyty popularności w takich miastach jak Atlanta, Boston czy Nowy Jork. Niektóre plotki mówią o tym, że to właśnie wpłynęło na tak późne zauważenie „Walk Away” w Stanach Zjednoczonych.
„Walk Away” został również przerobiony w Tajlandii. Tajski zespół pop wykonał piosenkę w swoim ojczystym języku, a tytuł brzmiał: „Sak-Ka-Waa Bpaak Waan”.

## Teledysk
Teledysk był nagrywany 4 i 5 lutego 2006 w Los Angeles. Videoclip planowano ukazać na światło dzienne 25 lutego podczas TRL, ale reżyser Joseph Kahn nie zgodził się ze względu na poprawki, które muszą zostać ujęte. Premiera teledysku odbyła się 7 marca 2006 w programie TRL stacji MTV, natomiast na brytyjskich kanałach muzycznych videoclip można było oglądać już 6 marca.
Teledysk jest dość prosty i łatwo skonstruowany. Klip przedstawia różnych ludzi, którzy pod wpływem melodii piosenki zaczynają śpiewać: mężczyzna pod prysznicem, policjant w czasie służby, kobieta podczas pracy w biurze, bliźniaki w łazience, futbolista w szatni czy chłopak odkurzający. Pewien mężczyzna, grany przez brata Kelly Clarkson, zostaje przyłapany podczas śpiewu w łazience publicznej i szybko wychodzi, jednak ten chłopak, który to odkrył wczuwa się w piosenkę i kontynuuje śpiew. Kolejną osobą przedstawioną w teledysku jest mężczyzna znudzony staniem w korku ulicznym, wychodzi na ulicę pełną samochodów i tańczy. Podczas trwania klipu Kelly występuje ze swoim zespołem w pomieszczeniu.
Teledysk został umieszczony na pozycji #30 w TOP 40 najlepszych videoclipów 2006 roku ułożoną przez widzów VH1.

## Pozycje na listach
| Lista                                         | Pozycja |
| --------------------------------------------- | ------- |
| United World Chart                            | 16      |
| U.S. Billboard Hot 100                        | 12      |
| U.S. Billboard Hot 100 podsumowanie roku 2006 | 45      |
| U.S. Billboard Pop 100                        | 6       |
| U.S. Billboard Hot Singles Recurrents         | 1       |
| U.S. Top 40 Mainstream                        | 5       |
| U.S. Adult Top 40                             | 3       |
| U.S. Adult Contemporary                       | 19      |
| U.S. Dance Radio Airplay                      | 2       |
| U.S. Dance Club Play                          | 5       |
| U.S. ARC Weekly Top 40                        | 3       |
| Kanadyjska Singles Chart                      | 4       |

| Lista                       | Pozycja |
| --------------------------- | ------- |
| Australijska Singles Chart  | 27      |
| Nowozelandzka Singles Chart | 19      |
| UK Singles Chart            | 21      |
| Irlandzka Singles Chart     | 10      |
| Niemiecka Singles Chart     | 30      |
| Austriacka Singles Chart    | 29      |
| Szwajcarska Singles Chart   | 58      |
| Polska Singles Chart        | 67      |
| Meksykańska Singles Chart   | 15      |
| Meksykańska Download Chart  | 4       |
| Indonezyjska Singles Chart  | 2       |